# 瓜生明希葉 a piece of laughing
『瓜生明希葉 a piece of laughing』（うりゅうあきは ア ピース オブ ラフィング）は、2009年4月4日から2010年4月3日までTBSラジオで放送されていたラジオ番組。同局で放送されている『MIXUP』に内包されている箱番組である。

## 放送時間
- 毎週土曜日深夜26:44～26:59（毎週日曜日未明 1:44〜1:59）（2009年4月-9月）
- 毎週土曜日深夜25:44～25:59（毎週日曜日未明 1:44〜1:59）（2009年10月-2010年3月）

## 概要
シンガーソングライターの瓜生明希葉がパーソナリティを務める番組。前番組である『坂本真綾 地図と手紙と恋のうた』が毎月テーマを決めてリスナーから手紙をもらっていたのに対し、本番組はそういう形は取らず、フリーな内容の手紙を読み上げる。
開始当初は毎週土曜日深夜26:44～26:59の放送だったが、2009年10月10日より深夜25:44～25:59に１時間繰り上がった。
ポッドキャストも配信しており、放送圏外でもラジオ未収録のトークを収録したバージョンを聞くことが可能。そのため放送分よりもポッドキャストの方が長い。イラストが得意という瓜生が考案した「クロワさん」というキャラクターが毎週番組ホームページにアップされている。